# Parnassia palustris
Parnassia palustris là một loài thực vật có hoa trong họ Dây gối. Loài này được L. mô tả khoa học đầu tiên năm 1753.
Đây là hoa biểu tượng của hạt Cumberland ở Anh, và xuất hiện trên lá cờ của hạt này.
Tên đến từ tiếng Hy Lạp cổ đại: hiển nhiên là gia súc trên núi Parnassus thích ăn loài này; do đó nó là một "cỏ danh dự". Các loài biểu tượng palustris là tiếng Latin có nghĩa là "của đầm lầy" và chỉ ra môi trường sống chung của nó. Nó được mô tả bởi bác sĩ người Hy Lạp Dioscorides, lớn lên trên một ngọn núi vào thế kỷ thứ nhất A.D. 

## Hình ảnh

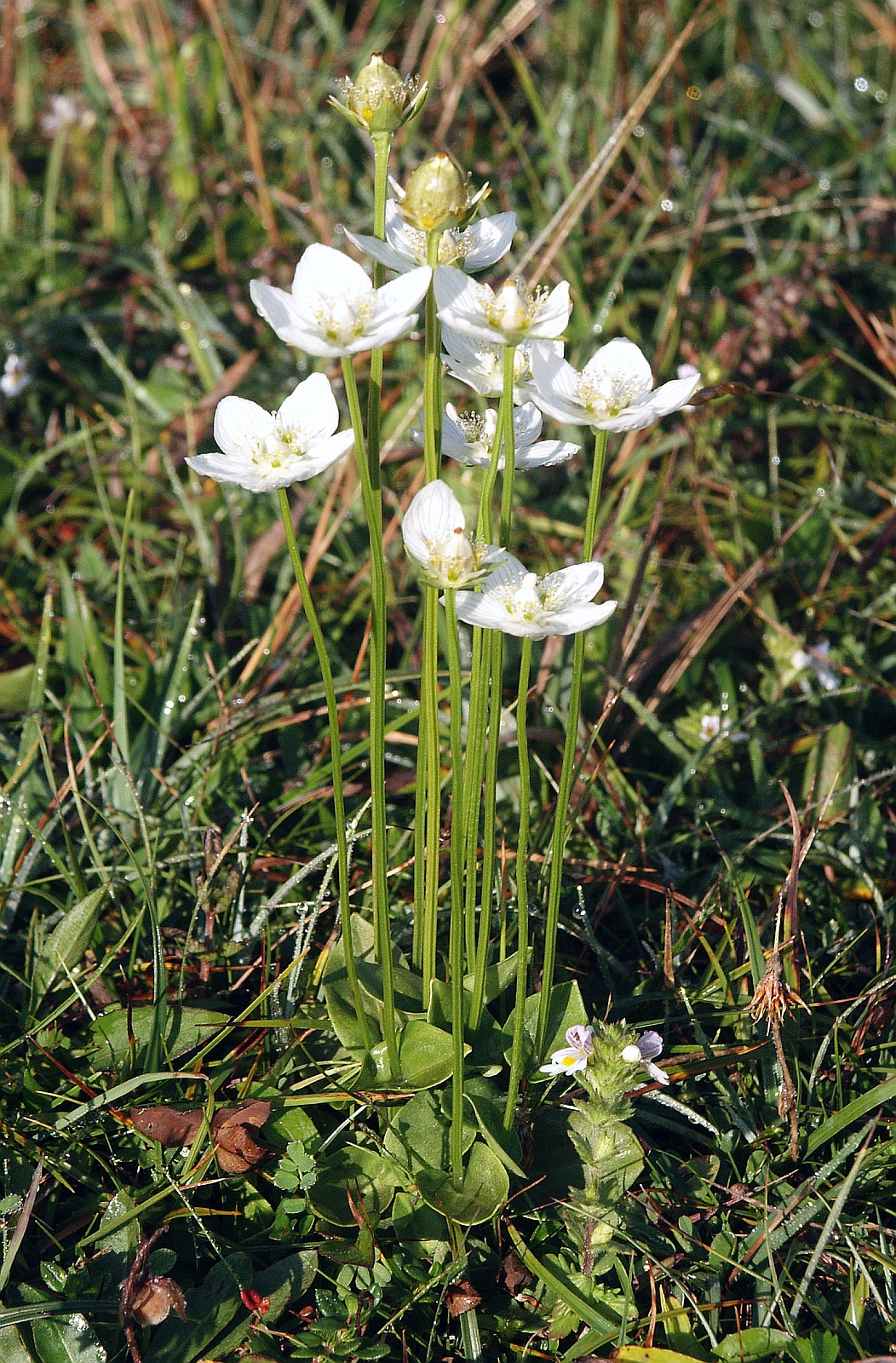
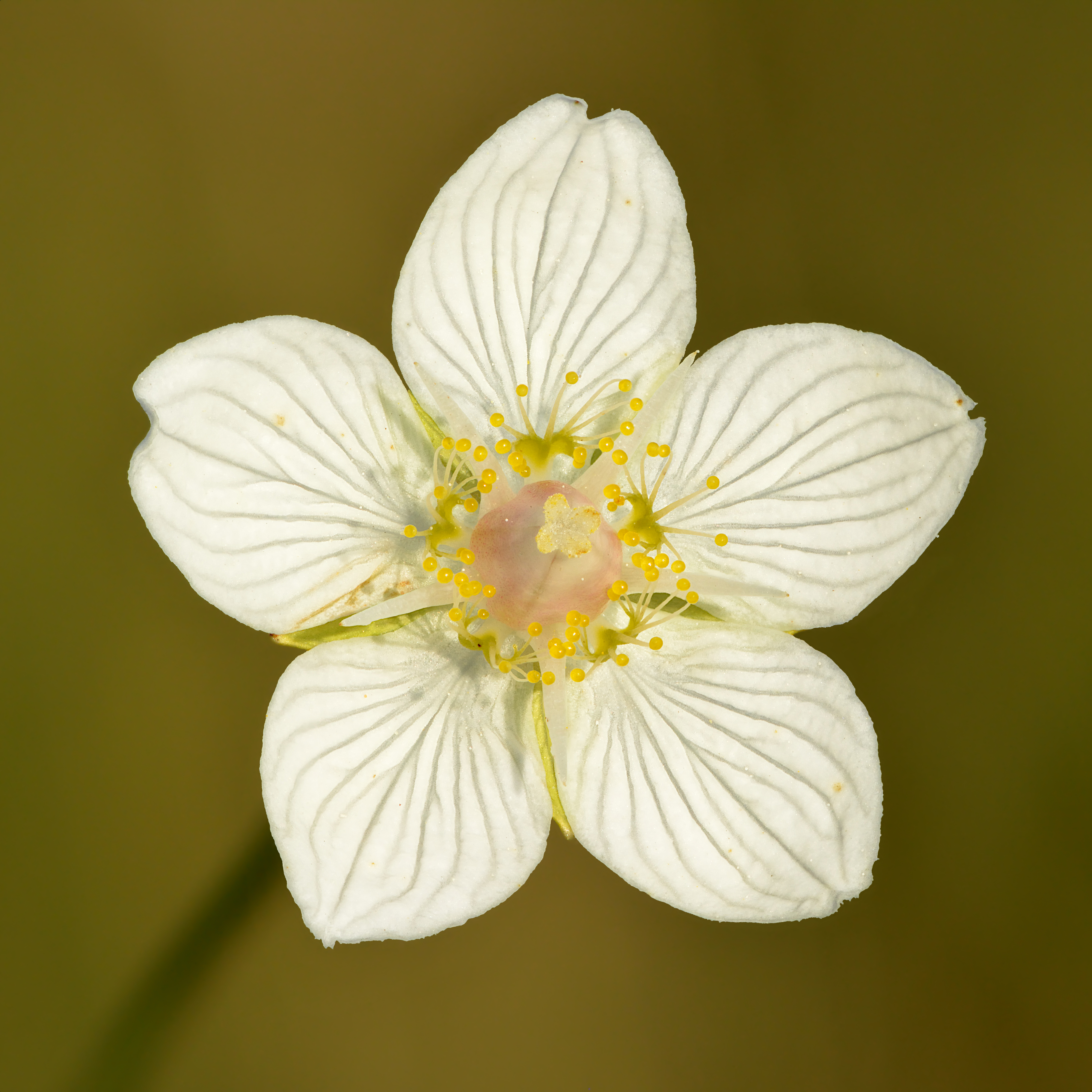
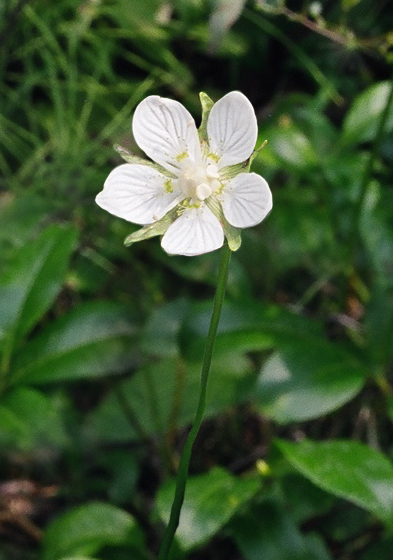
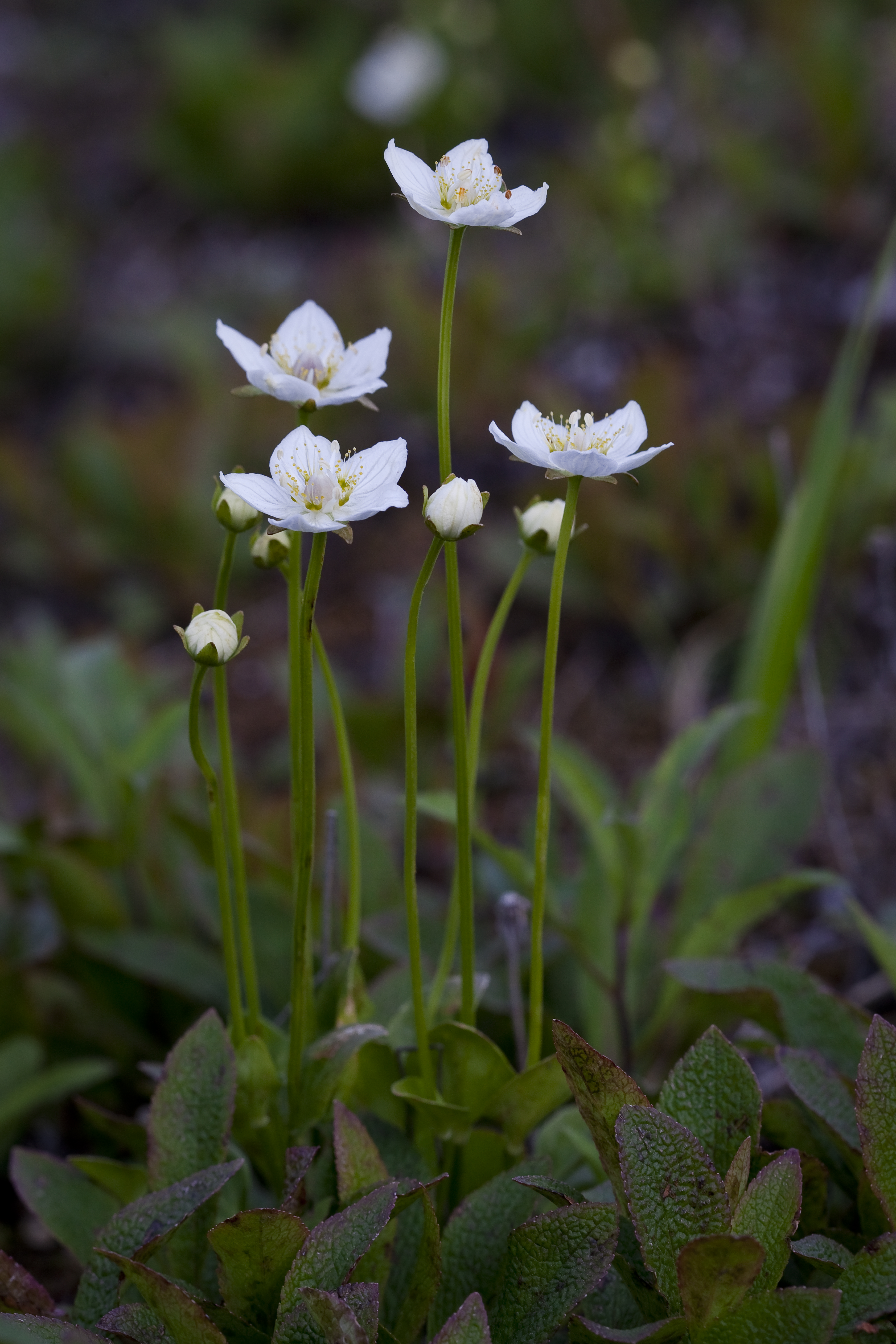